# Only Built 4 Cuban Linx…
Az 1995-ös Only Built 4 Cuban Linx... Raekwon debütáló nagylemeze. A Wu-Tang Clan minden tagja szerepel a lemezen.
A Billboard 200-on a 4. helyen debütált, a Top R&B/Hip-Hop Albums listán pedig a 2. helyen. Az nyitóhéten 130 ezer példányban kelt el. 1995. október 2-án megkapta az arany minősítést a RIAA-tól. Bár nem ért el akkora kereskedelmi sikereket, mint a többi Wu-Tang szólólemez, a kritikusok részéről nagyobb tetszést váltott ki.
Bekerült az 1001 lemez, amit hallanod kell, mielőtt meghalsz könyvbe, és a Rolling Stone A 90-es évek alapvető lemezei listájára.

## Az album dalai
|     | Cím                               | Szerző(k) | Hossz |
| --- | --------------------------------- | --------- | ----- |
| 1.  | Striving for Perfection           |           | 1:43  |
| 2.  | Knuckleheadz                      |           | 4:03  |
| 3.  | Knowledge God                     |           | 4:24  |
| 4.  | Criminology                       |           | 3:47  |
| 5.  | Incarcerated Scarfaces            |           | 4:42  |
| 6.  | Rainy Dayz                        |           | 6:02  |
| 7.  | Guillotine (Swordz)               |           | 4:22  |
| 8.  | Can It Be All So Simple (Remix)   |           | 5:38  |
| 9.  | Shark Niggas (Biters)             |           | 1:38  |
| 10. | Ice Water                         |           | 3:38  |
| 11. | Glaciers of Ice                   |           | 5:20  |
| 12. | Verbal Intercourse                |           | 3:31  |
| 13. | Wisdom Body                       |           | 2:38  |
| 14. | Spot Rusherz                      |           | 3:13  |
| 15. | Ice Cream                         |           | 4:13  |
| 16. | Wu-Gambinos                       |           | 5:39  |
| 17. | Heaven & Hell                     |           | 4:56  |
| 18. | North Star (Jewels) (csak a CD-n) |           | 3:58  |

## Közreműködők
- Raekwon mint Lex Diamond – előadó
- Ghostface Killah mint Tony Starks – előadó, executive producer
- RZA mint Bobby Steels – előadó, hangszerelés, producer, hangmérnök, keverés, executive producer
- Cappadonna mint Cappachino – előadó
- Masta Killa mint Noodles – előadó
- Method Man mint Johnny Blaze – előadó
- U-God mint Golden Arms – előadó
- GZA mint Maximillion – előadó
- Inspectah Deck mint Rollie Fingers – előadó
- Nas mint Nas Escobar – előadó
- Blue Raspberry – ének
- Ol' Dirty Bastard – ének
- Popa Wu – ének
- 60 Second Assassin – ének
- 4th Disciple – keverés
- Islord – hangszerelés, hangmérnökasszisztens
- Mitchell Diggs – executive producer
- Oli Grant – executive producer
- Tom Coyne – mastering
- Schott Free – A&R
- Matt Life – A&R
- Daniel Hastings – fényképek
- Miguel Rivera – design
- Christian Cortes – design

## Fordítás
Ez a szócikk részben vagy egészben az Only Built 4 Cuban Linx... című angol Wikipédia-szócikk ezen változatának fordításán alapul.  Az eredeti cikk szerkesztőit annak laptörténete sorolja fel. Ez a jelzés csupán a megfogalmazás eredetét és a szerzői jogokat jelzi, nem szolgál a cikkben szereplő információk forrásmegjelöléseként.